# جوهانس روزفلت
جوهانس روزفلت (بالإنجليزية: Johannes Roosevelt)‏ هو شخصية أعمال أمريكي، ولد في 27 فبراير 1689 في نيويورك في الولايات المتحدة، وتوفي بنفس المكان في 1750.